# Aktiengesellschaft
Aktiengesellschaft – forma prawna spółek w europejskich krajach niemieckojęzycznych: Austrii, Liechtensteinie, Niemczech i Szwajcarii, odpowiadająca polskiej spółce akcyjnej.
- Aktiengesellschaft (Austria)
- Aktiengesellschaft (Liechtenstein)
- Aktiengesellschaft (Niemcy)
- Aktiengesellschaft (Szwajcaria)